# Бадфол на Дордоњи
Бадфол на Дордоњи (фр. Badefols-sur-Dordogne) насеље је и општина у југозападној Француској у региону Аквитанија, у департману Дордоња која припада префектури Бержерак.
По подацима из 2011. године у општини је живело 227 становника, а густина насељености је износила 37,46 становника/km². Општина се простире на површини од 6,06 km². Налази се на средњој надморској висини од 46 метара (максималној 180 m, а минималној 35 m).

## Демографија
| 1962. | 1968. | 1975. | 1982. | 1990. | 1999. | 2011. |
| ----- | ----- | ----- | ----- | ----- | ----- | ----- |
| 172   | 173   | 143   | 150   | 188   | 187   | 227   |

График промене броја становника у току последњих година